# Srengseng Sawah
Srengseng Sawah is een plaats (wijk) - (kelurahan) in het bestuurlijke gebied Jagakarsa, Jakarta Selatan (Zuid-Jakarta) in de provincie Jakarta, Indonesië. De plaats telt 60.936 inwoners (volkstelling 2010).

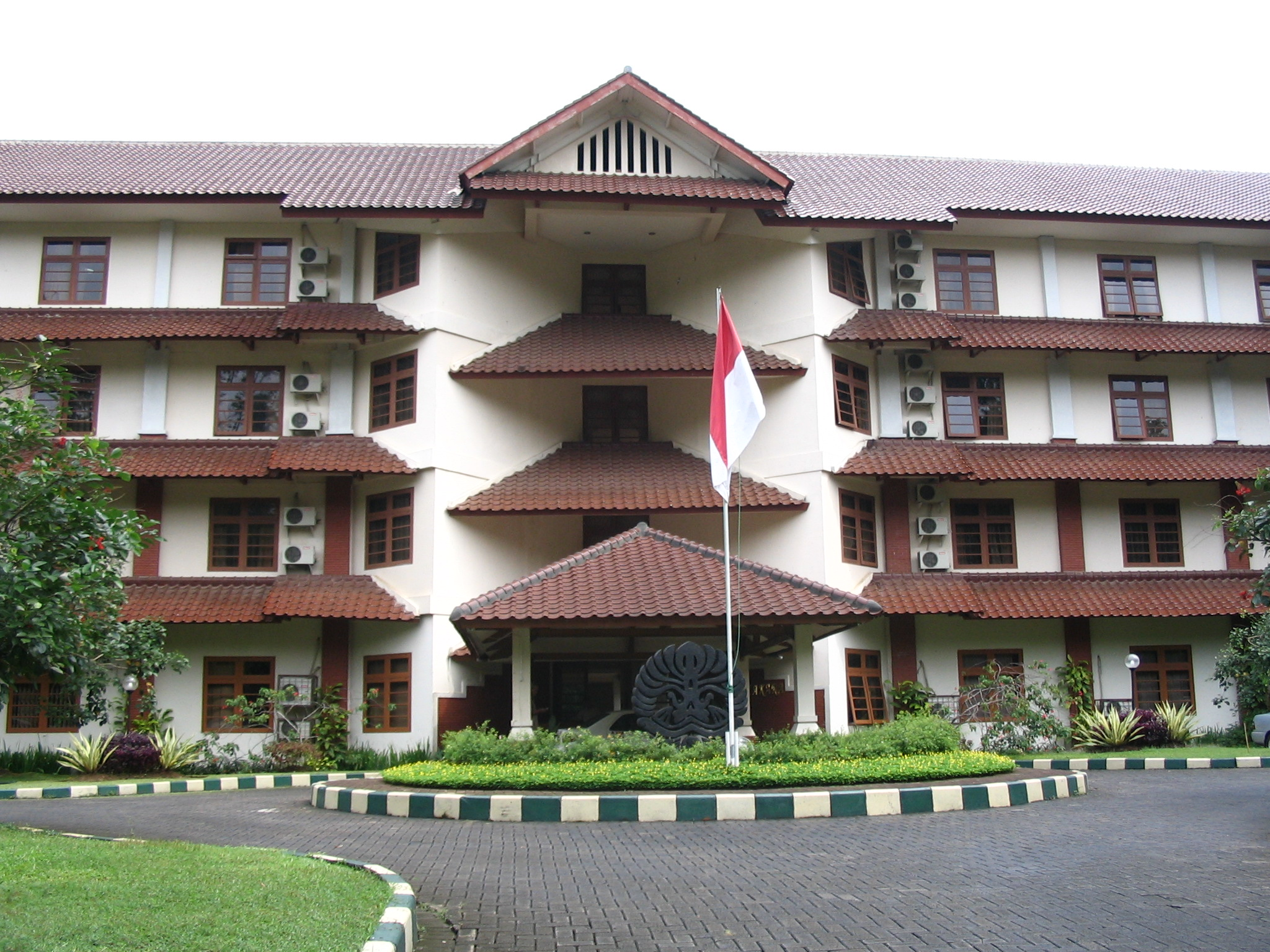
Universidad de Indonesia, Wisma Makara (Casa Makara)